# Züli Aladağ

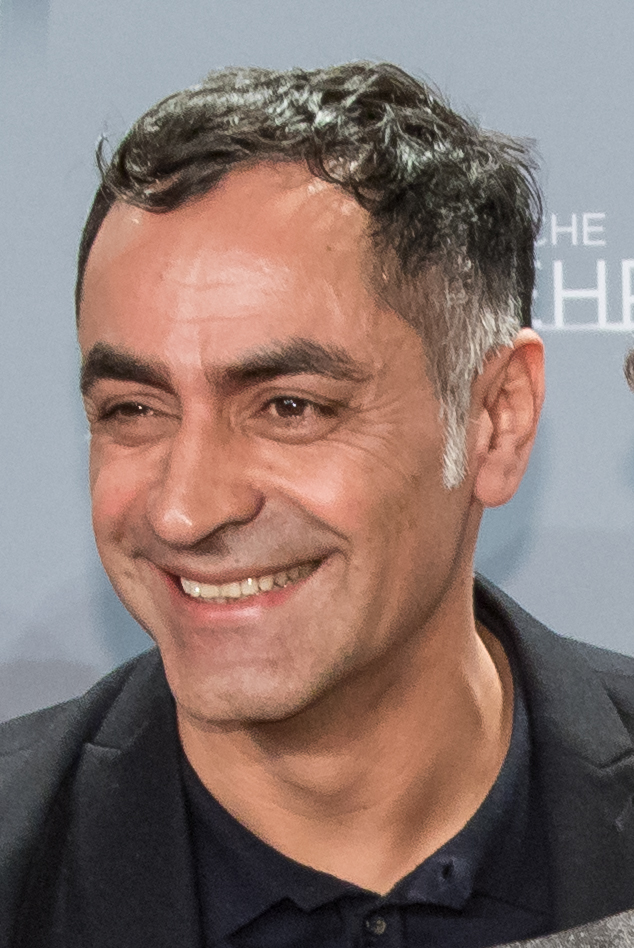
Züli Aladağ beim Deutschen Fernsehpreis 2018

Züli Aladağ [aˈlaːdaː] (* 2. Januar 1968 in Van, Türkei) ist ein deutscher Filmregisseur, Filmproduzent und Drehbuchautor.

## Biografie
Züli Aladağ kam 1973 nach Deutschland und wuchs in Stuttgart auf. Nach einem kurzen Studium der Theaterwissenschaften in München absolvierte er ein sechsmonatiges Praktikum bei Roland Emmerichs Moon 44 in Stuttgart. Es folgten zahlreiche Mitarbeiten bei Kurz-, Werbe-, Spiel- und Dokumentarfilmen als Produktionsassistent, Aufnahmeleiter und Regieassistent. Später arbeitete er als Redakteur und Co-Regisseur für semidokumentarische TV-Reihen. Seit 1993 ist er als Produzent tätig und arbeitet seit 1995 als freier Filmschaffender an Dokumentarfilmen und Spielfilmen. Vielfach ist er auch Autor ihrer Drehbücher. An der Kunsthochschule für Medien Köln machte er im Sommer 1999 seinen Abschluss.
Sein 2005 gedrehtes kontroverses Integrationsdrama Wut (2006) wurde mehrfach ausgezeichnet.
2008 führte er Regie bei einer Reihe von Folgen der Fernsehserien Die Anwälte und KDD – Kriminaldauerdienst.
Aladağ ist Gründer der Initiative junges europäisches kino (j e k). Der Filmemacher war von 2002 bis 2012 mit Feo Aladağ verheiratet, mit der er 2006 eine eigene Filmproduktion gegründet hat. Er ist Mitglied im Bundesverband Regie (BVR). Seit 2002 lebt Aladağ in Berlin.

## Ausstellungen
- 2010/2011: Die Anderen, Ausstellungsreihe Labor Berlin 3 im Haus der Kulturen der Welt

## Auszeichnungen
- 1999: Förderpreis des Landes Nordrhein-Westfalen für den Bereich Film
- FFA-Kurzfilmpreis „Short Tiger 2000“,
- 2001: Wilhelm-Bitter-Preis
- „besondere Anerkennung“ durch die Deutsche Akademie der Darstellenden Künste auf dem Fernsehfilm-Festival Baden-Baden 2006 für das gesamte Produktionsteam seines Fernsehfilmes Wut
- 2007: Goldene Kamera der Zeitschrift Hörzu für seinen Fernsehfilm Wut.
- 2007: Adolf-Grimme-Preis für Wut
- 2007: Golden Gate Award für Wut
- 2010: Deutscher Filmpreis in Bronze als Produzent für Die Fremde
- 2018: Deutscher Fernsehpreis als Regisseur des Mehrteilers Brüder für den besten Mehrteiler

## Filmografie (Auswahl)
- 1991/1992: Freispiel – Darsteller, Aufnahmeleitung
- 1992: Der Papagei – Aufnahmeleitung
- 1997: Hör dein Leben – Regie, Produzent, Drehbuch, Schnitt
- 1997: Zoran – Regie, Drehbuch
- 1999: Bevor der Tag anbricht – Regie, Drehbuch, Schnitt
- 1999: Der Ausbruch – Regie, Drehbuch, Schnitt
- 1999: Enter – Produzent
- 2002: Elefantenherz – Regie, Drehbuch
- 2003: Tatort – Mutterliebe – Regie, Drehbuch
- 2004: Die Türken kommen (Dokumentarfilm)
- 2005: Tatort – Erfroren – Regie
- 2005: Wut – (Drama), Regie
- 2010: Die Fremde – Produzent
- 2010: Countdown – Die Jagd beginnt – Regie (2 Folgen)
- 2010–2011: Der Kriminalist – Regie (Vier Folgen), Drehbuch (Eine Folge)
- 2013: 300 Worte Deutsch – Regie, Drehbuch
- 2014: Die Fahnderin – Regie
- 2015: Tatort – Schwerelos – Regie
- 2016: Tatort – Im gelobten Land – Regie
- 2016: Die Opfer – Vergesst mich nicht – Regie
- 2017: Kommissar Marthaler – Die Sterntaler-Verschwörung – Regie
- 2017: Brüder – Regie
- 2019: Der Irland-Krimi: Die Toten von Glenmore Abbey – Regie
- 2019: Der Irland-Krimi: Mädchenjäger – Regie
- 2021: Der Irland-Krimi: Das Verschwinden – Regie
- 2021: Der Irland-Krimi: Vergebung – Regie

## Performance
- 2012: Neden? (Warum?), UA: Januar 2012 Ballhaus Naunynstraße, Berlin-Kreuzberg